# Агма
Агма — небольшая река на северо-западе Архангельской области России. Протекает по территории Покровского сельского поселения Онежского района.
Течёт с юга на север.
Впадает в реку Нижма слева на высоте 34 м над уровнем моря.
В нижнем течении над рекой проложен железобетонный мост автодороги «Архангельск—Северодвинск—Кянда—Онега».